# San Fernando Valley
Das San Fernando Valley (Tal des Heiligen Ferdinand) ist ein Talkessel im Los Angeles County an der südkalifornischen Pazifikküste und wird von den Einwohnern und in TV-Serien und Filmen meist nur „das Tal“ („the valley“) genannt. Es liegt circa 30 km nordwestlich von Downtown Los Angeles, gehört aber politisch größtenteils zu Los Angeles und ansonsten zu Burbank und San Fernando. Das Tal ist umgeben von der Gebirgskette der Transverse Ranges.
Das dicht besiedelte San Fernando Valley hatte laut offizieller Schätzung vom 1. Juli 2006 eine Einwohnerzahl von 1.746.070. Mit einer Fläche von 895,6 Quadratkilometern betrug damit die Bevölkerungsdichte 1950 Einwohner pro Quadratkilometer.

## Geographie

### Geographische Lage

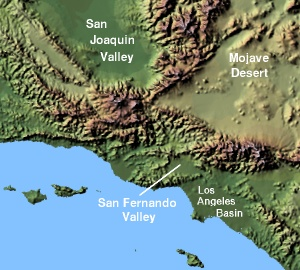
Lage des San Fernando Valley

Das San Fernando Valley liegt im Nordwesten von Los Angeles. Es ist durch den Griffith Park und die Santa Monica Mountains von Hollywood und der Innenstadt von Los Angeles abgeschnitten. Etwa ein Drittel der Bewohner lebt in Einfamilienhäusern.
Das Tal hat eine Fläche von 895,6 Quadratkilometern und wird von den Santa Susana Mountains im Nordwesten, den Simi Hills im Westen, den Santa Monica Mountains im Süden, den Verdugo Mountains im Osten und den San Gabriel Mountains im Nordosten begrenzt.
Die Region erstreckt sich über die Gemeinden Burbank, Calabasas, Glendale, Hidden Hills und San Fernando, die gemeindefreien Gebiete (unincorporated areas) Bell Canyon, Kagel Canyon und Olive View sowie 40 Stadtteile von Los Angeles.

### Geologie
Das Tal liegt in einer durch Erdbeben gefährdeten Region. Am 9. Februar 1971 erschütterte das San-Fernando-Erdbeben mit einer Stärke von 6,6 das San Fernando Valley. Es verursachte einen Schaden von 500 Millionen US-Dollar und forderte 65 Todesopfer.
Ein weiteres schweres Erdbeben, das Northridge-Erdbeben, ereignete sich am 17. Januar 1994 mit der Stärke 6,7. Das Epizentrum lag im Stadtteil Reseda. 57 Menschen kamen dabei ums Leben, 12.000 Personen wurden verletzt. Wichtige Verkehrsverbindungen und zirka 100.000 Gebäude wurden beschädigt oder zerstört. Nach Angaben der Federal Emergency Management Agency (FEMA) entstand ein Sachschaden in Höhe von 40 Milliarden US-Dollar.

## Geschichte

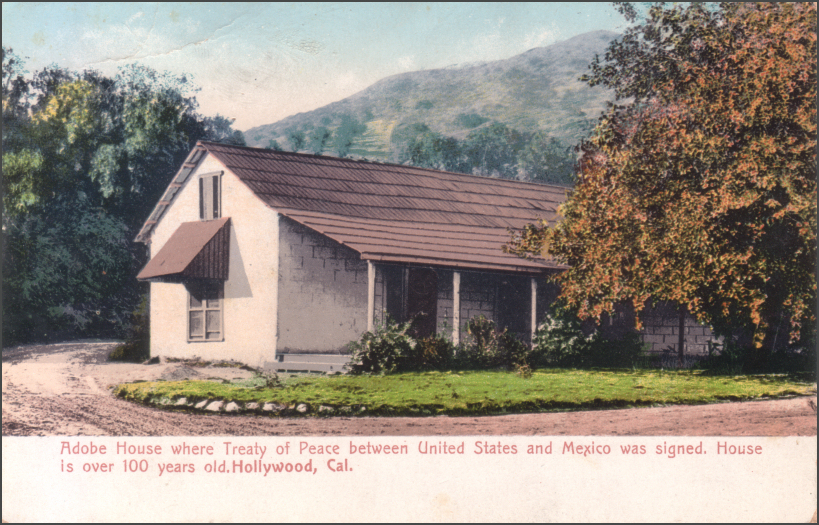
Campo de Cahuenga im 19. Jahrhundert, im Hintergrund Cahuenga Peak

Der Grundstein für die europäische Besiedlung wurde am 8. September 1797 mit der Gründung der Spanischen Mission „San Fernando Rey de España“ durch Pater Fermín Lasuén gelegt. Das Tal war zu diesem Zeitpunkt bereits seit etwa 2000 Jahren vom Indianerstamm der Tongva bewohnt.
In Campo de Cahuenga, in der Nähe des Cahuenga-Passes, wurde am 13. Januar 1847 der Vertrag von Cahuenga zwischen Oberstleutnant John Charles Frémont und General Andrés Pico unterzeichnet, der den Mexikanisch-Amerikanischen Krieg in Kalifornien beendete.
Anfang des 20. Jahrhunderts kauften Bodenspekulanten das Land auf, als sie von den Plänen des Ingenieurs William Mulholland erfuhren, das Wasser vom Owens Valley in das San Fernando Valley über einen Kanal umzuleiten. Die Fertigstellung des Los Angeles Aqueduct 1913 führte zum Anstieg der Bodenpreise und zum Wachstum der Stadt Los Angeles.
1915 stimmte die Bevölkerung der Region mit Ausnahme der Gemeinden Burbank, Glendale und San Fernando für den Anschluss an Los Angeles. In den folgenden Jahren wurden weitere Orte eingemeindet:
- Laurel Canyon (1923)
- Lankershim (1923)
- Sunland (1926)
- Tuna Canyon (1926)
- Tujunga (1932)
- Porter Ranch (1965)

Die Fläche von Los Angeles stieg somit von ursprünglich 438 Quadratkilometern auf 580 Quadratkilometer an.
Ab den 1970er-Jahren beeinflusste das Valleyspeak, ein Soziolekt der San Fernando-Jugendlichen, die amerikanische Umgangssprache. Nachwirkungen dieser sprachlichen Entwicklung sind noch heute sichtbar.

## Sehenswürdigkeiten, Kultur und Freizeit

### Museen

Victory Boulevard und Sylmar Avenue in Van Nuys

Im Norden des Tales, nahe der Kreuzung des San Diego Freeway mit dem Golden State Freeway und dem Foothill Freeway, steht die Mission „San Fernando Rey de España“. Das Museum wurde bei dem Erdbeben von 1971 stark beschädigt und musste anschließend fast vollständig wieder aufgebaut werden.
Im nahegelegenen Sylmar befindet sich das Nethercutt Collection. Zu sehen sind Orgeln, Pianos, Glaskunst, französische Möbel und eine Sammlung klassischer Automobile von internationalem Ruf. Vertreten sind neben einigen sehr frühen Fahrzeugen unter anderem die Marken Bugatti, Cadillac, Duesenberg, Franklin, Marmon, Mercedes-Benz, Minerva, Packard, Pierce-Arrow, Rolls-Royce und Voisin. Das „William S. Hart Ranch and Museum“ steht in Santa Clarita. Es beherbergt Ausstellungsstücke zur Geschichte Kaliforniens.

### Parks

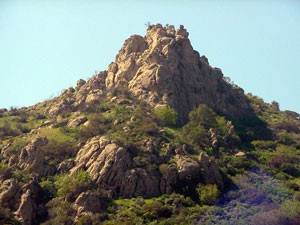
Castle Peak

Im Westen des Tales, nahe den Orten Sherman Oaks und Encino, befindet sich der „Los Encinos State Historic Park“. Zu sehen sind die Reste einer Indianersiedlung und eine später errichtete mexikanische Hazienda. Nahe dem 1849 fertiggestellten Lehmziegelhaus stehen einige Eichen (spanisch: „encinos“). Die Anlage wurde bei dem Erdbeben von 1994 beschädigt und nach einer Renovierung der Öffentlichkeit wieder zugänglich gemacht.
In Van Nuys liegt der „Tillman Japanese Garden“, ein Park mit Bonsaibäumen, kleinen Brücken, Steinlampen, Teehaus sowie mehreren Teichen und Bächen. Südlich des Bell Canyon Park (auch Castle Peak Park) in West Hills liegt der El Escorpion Park. Nahe Valencia befinden sich der Vergnügungspark Six Flags Magic Mountain und der Aquapark „Hurricane Harbor“ mit zahlreichen Attraktionen.

## Wirtschaft

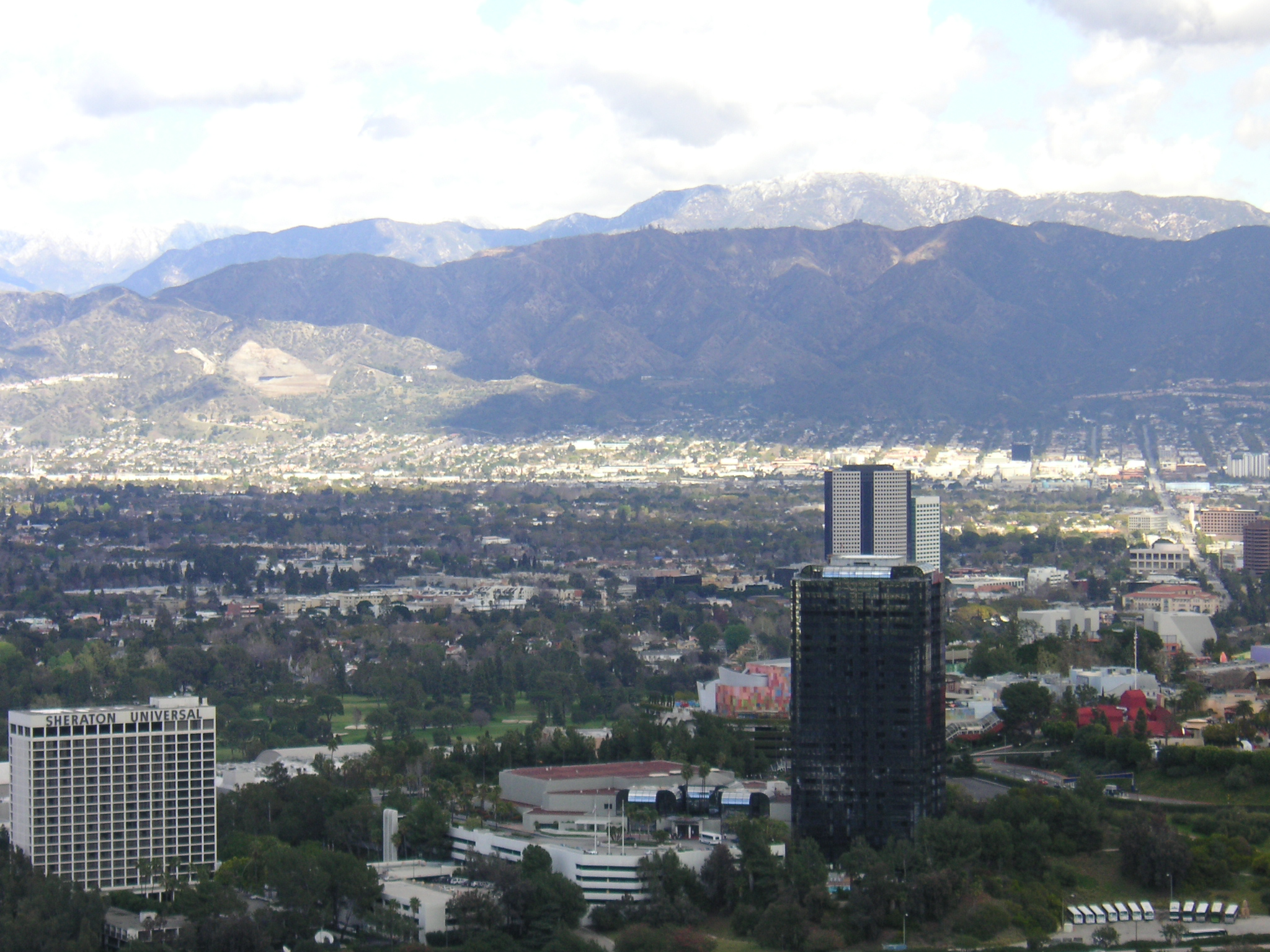
Blick auf einen Teil des San Fernando Valley (Universal City und Burbank)

Das San Fernando Valley ist die Heimat von zahlreichen Unternehmen der Unterhaltungsindustrie. Dazu gehören vor allem CBS Studio Center, NBC Universal, The Walt Disney Company (mit dem ABC-TV-Netz) und Warner Bros. Das Tal war früher Sitz vieler Luft- und Raumfahrtkonzerne, darunter Lockheed, Rocketdyne und Marquardt. Die meisten dieser Unternehmen zogen in andere Regionen mit einem für ihre Interessen freundlicheren politischen Klima oder billigeren Arbeitskräften.
Das San Fernando Valley ist seit den 1970er Jahren das Zentrum der amerikanischen Pornofilmindustrie. So ist das Tal zusätzlich unter den Namen „Silicone Valley“, „Porn Valley“ und „San Pornando Valley“ bekannt. Das mit einer Auflage von jährlich 40.000 Exemplaren führende Magazin der Branche (Adult Video News) hat seinen Sitz in Chatsworth im Nordwesten des Valley. Der Anteil des Tales an den legal produzierten Pornofilmen in den USA liegt bei etwa 90 Prozent. Jede Woche werden im San Fernando Valley rund 200 Pornofilme gedreht, rund 1500 Pornodarsteller leben hier. Etwa 200 Filmstudios und Unternehmen der Branche haben ihren Sitz im Tal. Die rund 6000 Mitarbeiter erwirtschaften jährlich einen Umsatz von mehreren Milliarden US-Dollar. Hauptstandorte des Pornogewerbes im Valley sind die Stadtteile Canoga Park, Chatsworth, und Van Nuys.

## Darstellung in Film und Fernsehen
Zahlreiche Filme und Fernsehserien beschreiben das Leben im San Fernando Valley. Dazu gehören unter anderem:
- Chinatown (1974)
- Gottseidank, es ist Freitag (1978)
- Jeanies Clique (1980)
- E.T. – Der Außerirdische (1982)
- Ich glaub’, ich steh’ im Wald (1982)
- Valley Girl (1983)
- La Bamba (1987)
- Zebo, der Dritte aus der Sternenmitte (1988)
- Steinzeit Junior (1992)
- Safe (1995)
- Cybill (1995–1998)
- 2 Tage in L. A. (1996)
- Boogie Nights (1997)
- Magnolia (1999)
- Mulholland Drive – Straße der Finsternis (2001)
- Punch-Drunk Love (2002)
- San Fernando Cowboy (2005)
- Alpha Dog – Tödliche Freundschaften (2006)
- Beim ersten Mal (2007)
- 9to5 – Days in Porn (2008)
- Starlet (2012)
- We Are Your Friends (2015)
- Cobra Kai (2018)
- Euphoria (2019)
- Licorice Pizza (2021)

Der Film Alpha Dog basiert auf einer wahren Geschichte, die sich im San Fernando Valley im Jahr 2000 ereignet hat, musste aber aus rechtlichen Gründen im San Gabriel Valley gedreht werden. Das Tal war Drehort unter anderem der Filme: Karate Kid (1984), Karate Kid III – Die letzte Entscheidung (1989), Pulp Fiction (1994) und Cinderella Story (2004).
Die Fernsehserie Weeds – Kleine Deals unter Nachbarn spielt im fiktiven Vorort Agrestic (später Majestic) gelegen im San Fernando Valley. Die Serie nimmt häufig Bezug auf allgemeine Eigenschaften der amerikanischen Vororte (Suburbs), speziell aber auf Besonderheiten im Großraum L.A.s – allem voran Dichte, Fertighäuser, Monotonie etc. Dies wird kokettiert mit einem Theme basierend auf Malvina Reynolds’ Song Little Boxes.